# 1638 en France
Chronologie de la France
- 1634
- 1635
- 1636
- 1637
- 1638
- 1639
- 1640
- 1641
- 1642

## Événements
- Hiver 1637-1638  très rigoureux dans le sud. Gelées d’oliviers en Provence. La mer est prise à Marseille[1].

- 1er janvier : Monsieur Vincent écrit à Louise de Marillac pour fonder une œuvre en faveur des enfants trouvés. Le mois suivant, il loue une maison de la porte Saint-Victor à Paris et 12 orphelins sont confiés aux filles de la Charité[2].
- 10 février : le roi très chrétien voue le royaume de France à la Vierge par un acte législatif qui instaure les processions du 15 août[3].

- 3 mars : victoire des Français à la bataille de Rheinfelden[4].
- 6 mars : traité de Hambourg entre la France et la Suède qui ratifie le traité de Wismar de 1636[4].

- 7 mai : arrestation de Claude Séguenot, auteur d’un commentaire du De virginitate de saint Augustin[5].
- 9 mai : arrestation de Jean Casimir Vasa, jeune frère du roi de Pologne Ladislas IV, après qu’une violente tempête a forcé la galère génoise qui le transporte à relâcher sur les côtes de Provence, par le sieur de Nargonne, gouverneur de la tour Bouc, sur ordre du gouverneur de Provence ; il est soupçonné d’espionnage au profit de l’Espagne[6],[7].
- 14 mai : le janséniste Jean Duvergier de Hauranne, abbé de Saint-Cyran, est enfermé au donjon de Vincennes sur ordre de Richelieu (où il reste jusqu’à la mort de ce dernier en 1642). Le chef du parti dévot a soutenu la publication en 1635 de Mars gallicus, un violent pamphlet écrit par Cornelius Jansen, opposé à la politique étrangère et religieuse de Richelieu[8].

- 3 juin : Christine de France (Madame Royale), régente de Savoie, signe à Turin un traité d’alliance offensive et défensive avec son frère Louis XIII pour François-Hyacinthe de Savoie[9], renouvelé en 1639 pour Charles-Emmanuel II de Savoie.

- 30 juin : début du siège de Fontarrabie[10].

- 14 juillet : les Solitaires, installés à Port-Royal des Champs sont dispersés et se réfugient au faubourg Saint-Jacques puis à La Ferté-Milon[11].

- 22 août : bataille de Guetaria. Incendie de la flotte espagnole sur la côte basque.

- 5 septembre : naissance à Saint-Germain-en-Laye du dauphin Louis Dieudonné, futur Louis XIV[12].
- 7 septembre : défaite française à la bataille de Fontarrabie au Pays basque[10].
- 9 septembre : vendanges précoces à Dijon[13].
- 14 septembre : reprise du Catelet au nord de Saint-Quentin par la France.
- 18 décembre : Jules Mazarin devient le principal conseiller de Richelieu à la mort de François Joseph Le Clerc du Tremblay, marquis de Maffliers, dit le Père Joseph (1577-1638)[14].
- 26 décembre : en Gascogne, les Croquants du Pardiac libèrent les prisonniers pour les tailles à Marciac, puis à Mirande le 4 janvier 1639[15]

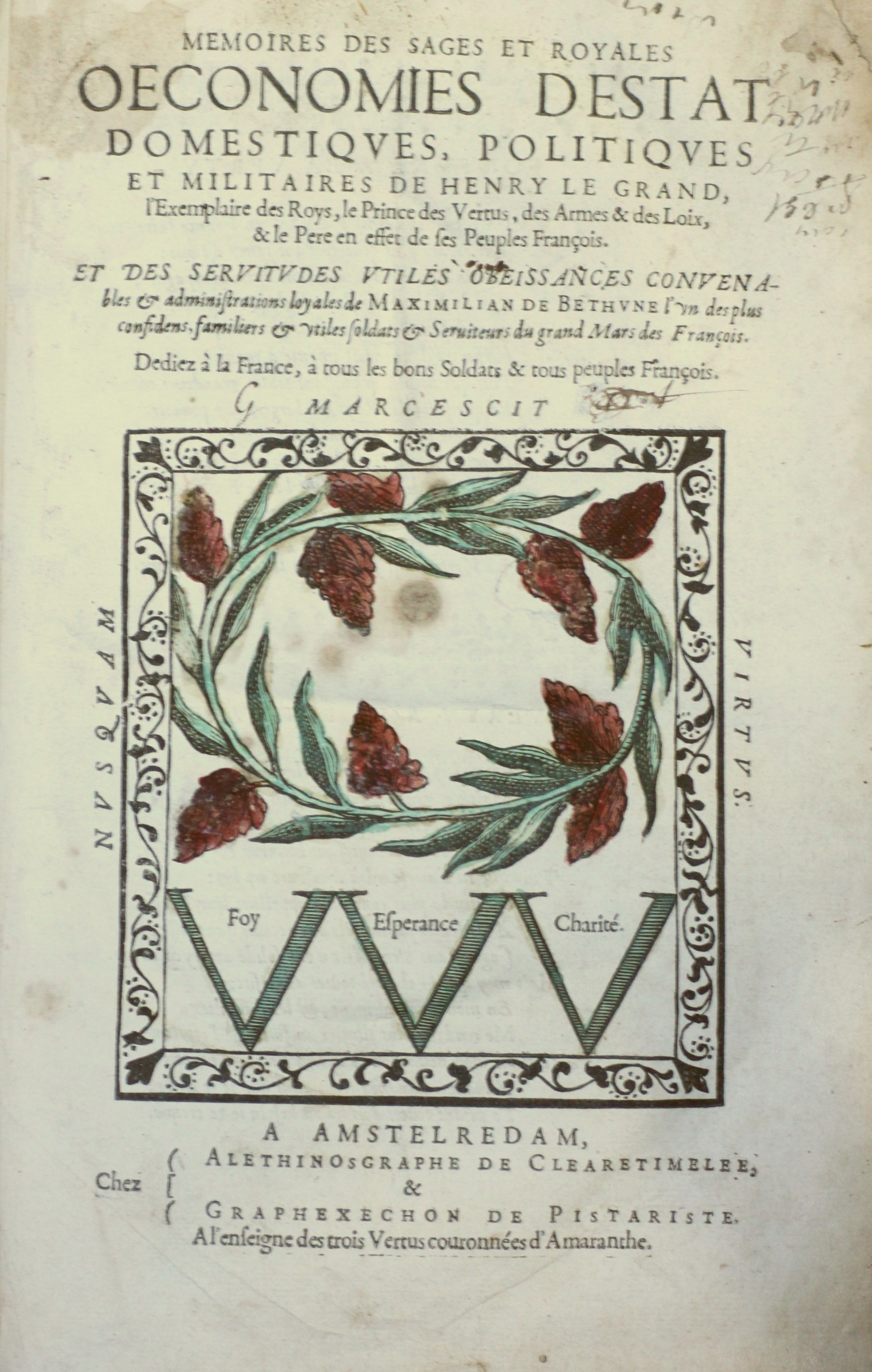
Mémoires des sages et royales œconomies d’Estat de Sully.

- Mémoires des sages et royales œconomies d’Estat de Maximilien de Béthune (duc de Sully). Sully y expose le « Grand Dessein » d’Henri IV[16]. Il s’agit de créer une « association de fraternité d’armes et d’intérêts entre plusieurs grands potentats » capable de faire régner la paix entre chrétiens pour « conserver et augmenter la chrétienté ».